# Akira Yoshimura
Akira Yoshimura (吉村 昭 Yoshimura Akira, Tokio, 1 de mayo de 1927 - Tokio, 31 de julio de 2006) fue un novelista y ensayista japonés.
En sus obras suele analizar con un estilo preciso, casi científico, lo que parece la imposibilidad de sus personajes de disponer de sus vidas, como si estuvieran abocados a un destino inexcusable y fueran incapaces de ejercer el libre albedrío por carecer de una voluntad firme o haber renunciado a la existencia.

## Obras
- El viaje a las estrellas.
- Hizoko en América.
- Naufragios.
- Justicia de un hombre solo.
- Libertad bajo palabra (llevada al cine por Shohei Imamura en 1998 con el título de La anguila).